# Meteorisme
Met meteorisme (ook wel tympanites) wordt een medische conditie aangeduid waarbij een bovenmatige hoeveelheid gas zich ophoopt in het spijsverteringsstelsel (tractus digestivus). Het betreft hier meestal de dikke darm (meteorismus intestinalis), maar ook de maag en de buikholte (meteorismus peritonealis). De medische term wordt van toepassing geacht wanneer de symptomen gepaard gaan met pijn of krampen. 
Daar deze gasophopingen zich vaak voordoen als gevolg van een functiestoring van de dikke darm en de daartoe betrekking hebbende organen, wordt het meteorisme vaak gelijkbeschouwd met flatulentie, en wordt er dan ook gekeken en geluisterd naar akoestische signalen uit de buik zoals geborrel.
Een gebruikelijke aanpak van meteorisme zijn dieetaanpassingen.

## Bekende patiënten
Naar verluidt leed Adolf Hitler aan meteorisme. Hij probeerde de aandoening tegen te gaan behulp van het geneesmiddel Mutaflor, waarvan het  hoofdingrediënt bestaat uit levende bacteriën, geoogst uit de fecaliën van een Bulgaarse boer met een uiterst levenskrachtige dispositie.